# اسون اولسون (بازیکن فوتبال، زاده ۱۸۸۸)
اسون اولسون (سوئدی: Sven Ohlsson; ۱۴ فوریهٔ ۱۸۸۸ – ۲۷ دسامبر ۱۹۴۷) بازیکن فوتبال اهل سوئد بود.